# John Deere modèle D
Le John Deere modèle D est un modèle de tracteur agricole produit par le constructeur américain John Deere.
Il s'agit du premier tracteur entièrement conçu et construit par John Deere, inaugurant la longue lignée des tracteurs équipés d'un moteur à deux cylindres. Modifié et amélioré à plusieurs reprises, il est construit de 1923 à 1953 à plus de 157 000 exemplaires, ce qui en fait le tracteur de la marque ayant la plus longue longévité.

## Historique

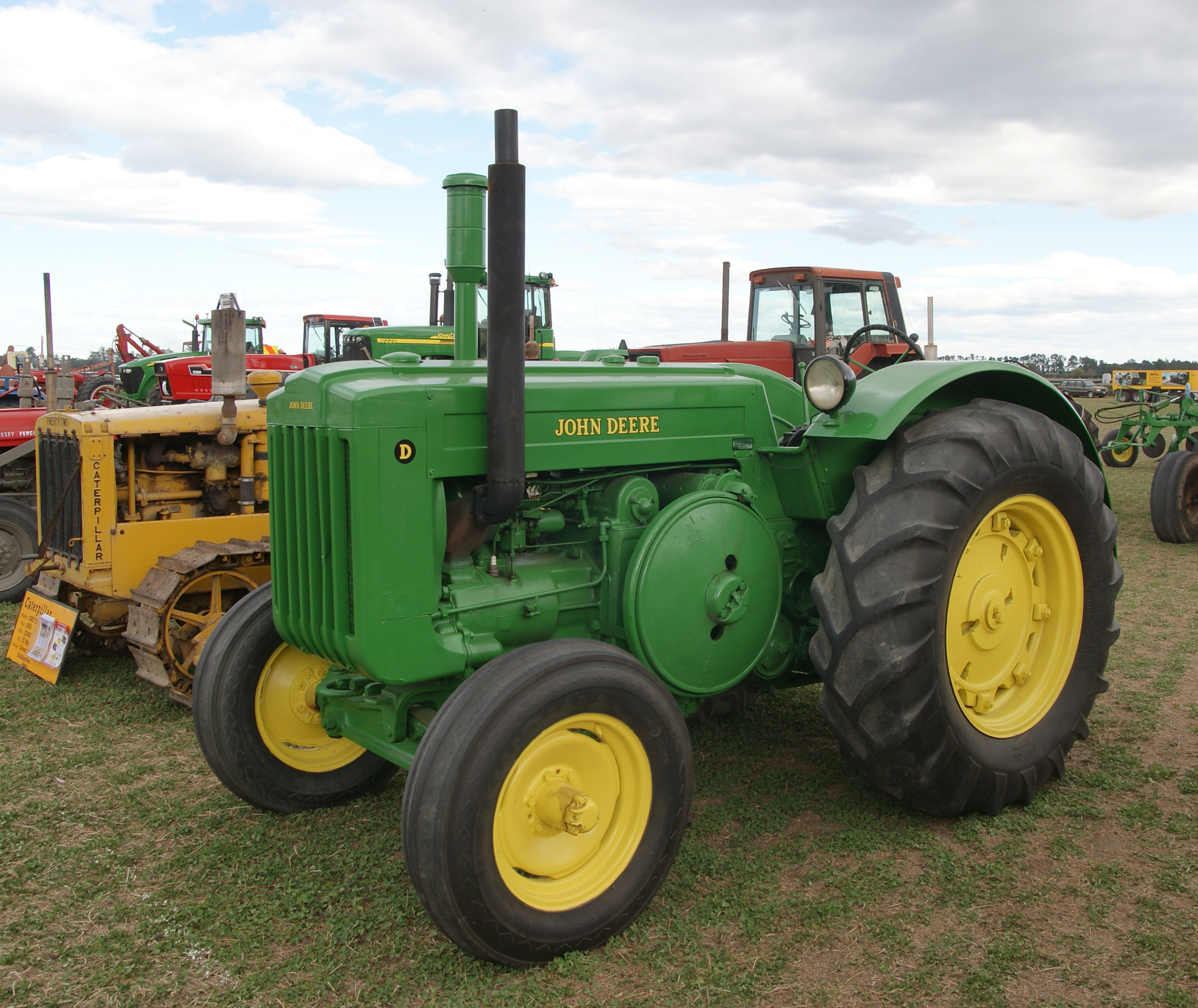
Modèle D recarrossé.

John Deere commercialise le tracteur « Waterloo Boy » dès 1918, après l'acquisition de la firme qui le fabrique. Le premier modèle réellement conçu par John Deere et diffusé à une large échelle est en réalité le modèle D, à partir du 1er mars 1923, qui inaugure la longue lignée des tracteurs équipés de moteurs bicylindres horizontaux. Cette architecture de moteur perdure jusqu'en 1963.
Plusieurs fois modifié pour en améliorer les performances, le modèle D bénéficie en 1939 d'une véritable carrosserie, due à Henry Dreyfuss et qui fige la ligne générale des tracteurs John Deere jusqu'à la fin des années 1950. La plupart de ces améliorations techniques sont appliquées au modèle au fur et à mesure qu'elles apparaissent sur les autres tracteurs John Deere.
Le tracteur est produit jusqu'au 3 juillet 1953 dans l'usine de Waterloo, à raison de 157 258 exemplaires, toutes versions confondues, détenant ainsi le record de longévité des tracteurs John Deere.

## Caractéristiques
Le moteur qui équipe le modèle est un moteur à deux cylindres horizontaux, à quatre temps, et acceptant tous les carburants. Sa cylindrée initiale de 7 600 cm3 (alésage de 165 mm et course de 178 mm) passe à 8 180 cm3 (alésage de 171 mm et course de 178 mm) en 1927. Dans le même temps, la vitesse du moteur passe de 800  à   900 tr/min et la puissance de 27  à   30 ch.

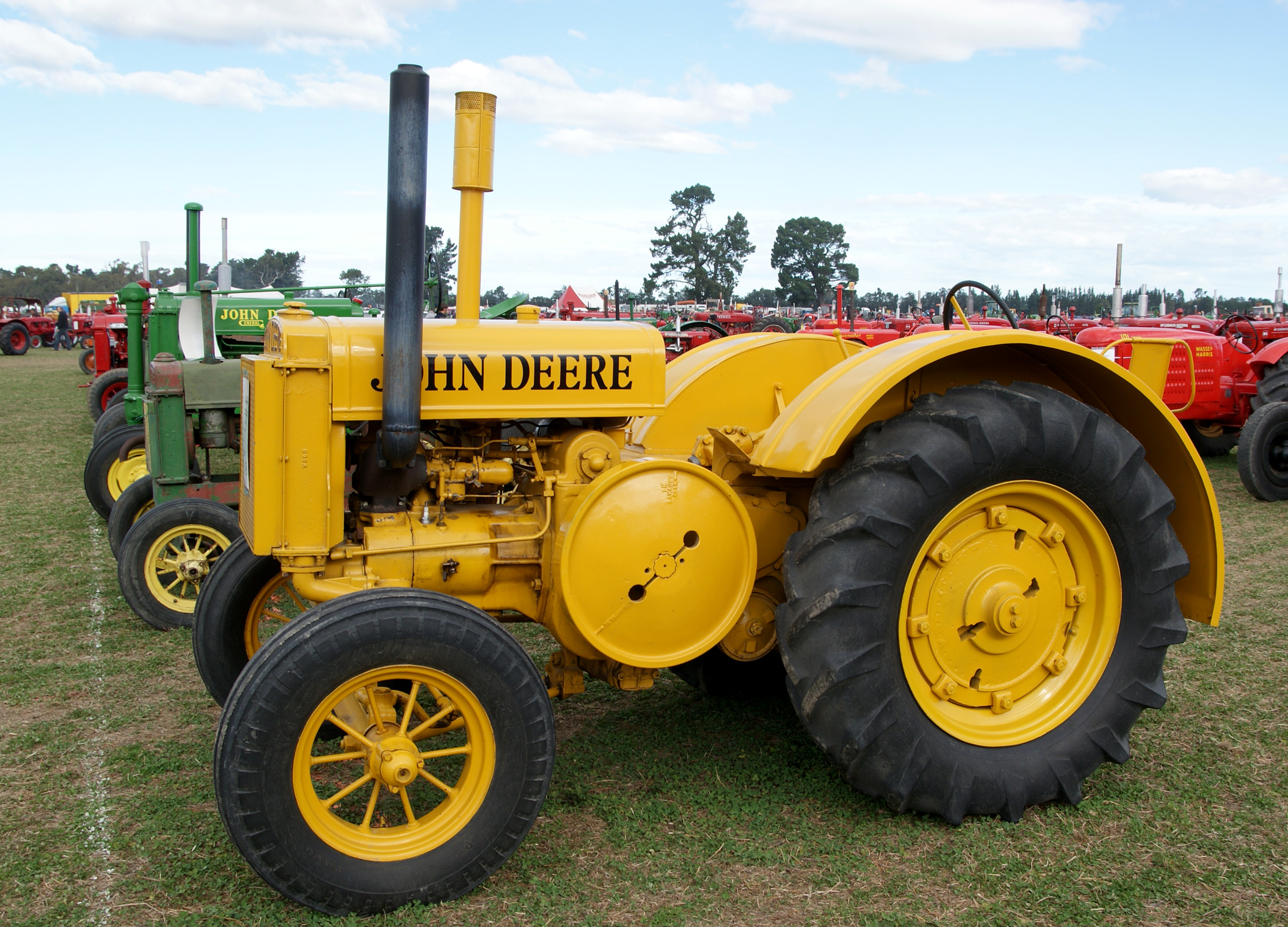
Modèle DI (travaux publics).

Le tracteur possède une boîte de vitesses à deux puis trois rapports à partir de 1934, ainsi qu'un rapport marche arrière. Sa vitesse maximale de l'ordre de 7 km/h le rend toutefois mal adapté aux déplacements sur route, d'autant plus que l'embrayage, manœuvré par un levier, n'est pas souple d'emploi.
Les roues peuvent être entièrement métalliques, à bandages ou montées sur pneus ; les voiles peuvent être pleins ou à rayons. Les roues métalliques sont les seules disponibles pendant les premières années de production, ainsi qu'à la fin de la Seconde Guerre mondiale en raison de la pénurie de pneus. Diverses options sont disponibles, dont un démarreur électrique, une prise de force et un équipement d'éclairage. Sa masse à vide en ordre de marche est de 2 700 kg.
John Deere propose un kit permettant de conduire le tracteur à distance grâce à un jeu de tringles et de cardans. Une version destinée aux travaux publics et appelée modèle DI (« I » pour « Industrial ») existe également à partir de 1926. Elle se caractérise entre autres par sa couleur jaune et un siège généralement disposé perpendiculairement au sens de la marche, pour que le conducteur ait une bonne visibilité sur l'outil attelé.